# Pszczyna
Pszczyna (udtale: [ˈpʂt͡ʂɨna]; tysk: Pleß, tjekkisk: Pština) er en by i den sydlige del af voivodskabet Schlesien i det sydlige Polen. Byen har 25.565(2021) indbyggere og et areal på 		21,86 km², og er administrationsby powiatet powiat Pszczyna.

## Geografi
Pszczyna ligger på sandede sletter, der hæver sig mod øst. Landet er let bakket, men uden store højder. De højeste steder er mindre end 260 moh.

## Historie
Den ældste bebyggelse udviklede sig omkring en lille gord og trækirke i det, der senere blev kendt som Stara Wieś. Den nutidige by (omkring Markedspladsen) blev sandsynligvis grundlagt i anden halvdel af det 13. århundrede. Den første henvisning i kilder til stedet stammer fra 1303. Den vigtigste handelsrute mellem Kijevriget og Den mähriske port løb i den tidlige middelalder gennem Pszczyna, og den lille bebyggelse sørgede sandsynligvis for beskyttelsesforanstaltninger for købmænd på vadestedet (omgivet af moser) af den lille Pszczynka-flod.
Landet omkring Pszczyna var historisk en del af Lillepolen. Kasimir 2. den Retfærdige afstod landet til Mieszko Plątonogi, en anden Piast-hertug, af Hertugdømmet Opole og Hertugdømmet Racibórz, omkring 1177. Mieszko Plątonogi blev efterfulgt af en række hertuger fra Opole-Racibórz-linjen frem til Leszek af Racibórz, som var den sidste til at bevare hertugdømmets uafhængighed. I 1327 blev han tvunget til at anerkende Johan af Bøhmen herredømme. Efter at Leszek døde barnløs i 1336, gik hans land i arv til hans svoger, Nicholas 2. af Opava (Mikołaj II), fra det tjekkiske dynasti Přemysliderne.
I 1433 blev området angrebet af hussitterne, som belejrede slottet, men til sidst blev slået tilbage.